# Zorro

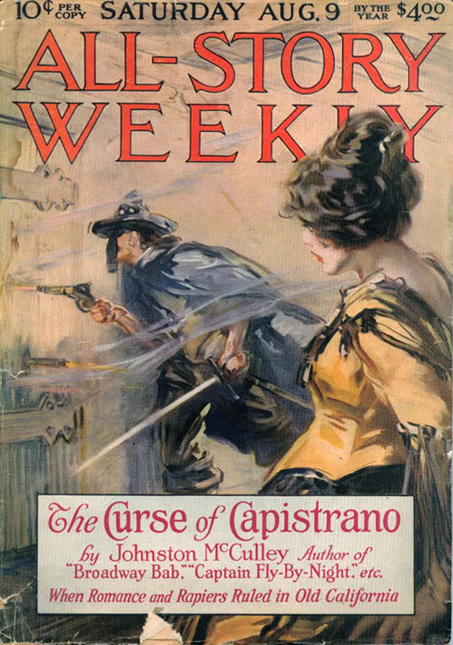
Titelblatt von The Curse of Capistrano (1919), in dem Zorro erstmals auftrat

Zorro (spanisch für Fuchs) ist eine US-amerikanische Romanfigur. Die 1919 erstmals veröffentlichte Geschichte des „Rächers der Armen“ mit schwarzer Maske und Umhang wurde seit den 1920er Jahren mehrfach verfilmt.

## Geschichte
Die Figur des Zorro wurde von Johnston McCulley im Groschenroman The Curse of Capistrano (dt.: „Der Fluch von Capistrano“) erfunden, der 1919 über fünf Ausgaben im Pulp-Magazin All-Story Weekly erschien. Nach der erfolgreichen ersten Verfilmung im Jahr 1920 durch United Artists als Das Zeichen des Zorro verfasste McCulley ab 1922 mehr als 60 weitere Zorro-Geschichten und einige Romane, darunter 1931 Zorro rides again (dt. „Zorro reitet wieder“). Die letzte Zorro-Erzählung aus McCulleys Feder – The Mask of Zorro (dt. „Die Maske des Zorro“) – wurde 1959 nach seinem Tod veröffentlicht. Die ursprüngliche Magazin-Serie The Curse of Capistrano war 1924 passend zum Kinofilm von 1920 unter dem Titel The Mark of Zorro als Roman neu aufgelegt worden. Die dazugehörige erste deutschsprachige Übersetzung von Carsten Mayer erschien 1997 unter dem Titel Zorro. Der Originalroman im Nymphenburger Verlag in München.
McCulleys Zorro ist ein Volksheld im Sinne eines Robin Hood oder Rinaldo Rinaldini. Die Geschichte spielt in Kalifornien zu Beginn des 19. Jahrhunderts, zur Zeit der spanischen Kolonialherrschaft. Zorro führt ein Doppelleben: Offiziell ist er ein reicher Müßiggänger, der Landedelmann Don Diego de la Vega, der ein geruhsames Leben ohne politische Ambitionen führt. Wenn es Ungerechtigkeit zu bekämpfen gilt, verwandelt er sich im schwarzen Umhang, mit Degen und Maske zum Rächer des Volks. Dabei kommen ihm seine Fechtkünste zugute; als „Markenzeichen“ hinterlässt er bei seinen Gegnern ein geritztes „Z“ für Zorro. Die Vorlage für die Zorro-Figur waren wahrscheinlich südamerikanische Unabhängigkeitskämpfer aus der Zeit des Kriegs gegen die spanische Kolonialherrschaft, z. B. Jesús Malverde, Simón Bolívar oder Benito Juárez. Die Abenteuergeschichte wird durch die Liebesgeschichte von Zorro und Lolita Pulido, die Zorro aus den Händen der Feinde retten will, angereichert. Sein Gegenspieler ist Don Rafael Moncada, der in den Verfilmungen auch Rafael Montero genannt wird.

## Roman-Adaption
2005 erschien eine Roman-Adaption von Isabel Allende, die vor allem die Jugendzeit von Zorro und die Entstehung seines Namens und seiner Verkleidung erläutert (Originaltitel: El Zorro. Comienza la leyenda, deutsch im Suhrkamp-Verlag unter Zorro).

## Film / TV
Aus dem Zorro-Stoff entstanden mehrere Filme. Berühmt wurde die Figur durch den 1920 von Fred Niblo gedrehten Stummfilm Das Zeichen des Zorro mit Douglas Fairbanks sen. in der Hauptrolle. Der Film machte Zorro zu einer international bekannten Figur, mit der Maske, Mantel und Degen assoziiert werden. Als weiteres Attribut trat später die Peitsche hinzu, mit der Zorro Gegner entwaffnet oder die er als Kletterhilfe verwendet. Der klassische Zorro der Tonfilmzeit war Tyrone Power im 1940 von Rouben Mamoulian gedrehten Film mit dem Titel Im Zeichen des Zorro.
Es entstanden in der Folge unter anderem Fernsehserien mit Guy Williams (1957–1961, in schwarz-weiß) und Duncan Regehr (1990–1993) als Zorro sowie eine Comic-Reihe namens The New Adventures of Zorro (1981) aus dem Hause Filmation, eine japanische Anime-Serie aus dem Jahr 1995 mit dem Titel Kaiketsu Zorro (Z wie Zorro) und eine Zeichentrick-Serie namens The New Adventures of Zorro (Zorro) von Warner Bros. Television von 1997.
Parodiert wurde die Figur des Zorro 1981 im Film Zorro mit der heißen Klinge (The Gay Blade), in dem der Sohn Don Diegos in die Fußstapfen seines Vaters tritt und sich nach einer Verletzung von seinem schwulen Zwillingsbruder namens Bunny Wigglesworth vertreten lässt, mit George Hamilton in beiden Hauptrollen. Otto Waalkes spielte in Otto – Die Serie (1995) häufiger einen tollpatschigen maskierten Helden, der „Orro“ hieß.

### Verfilmungen (Auswahl)

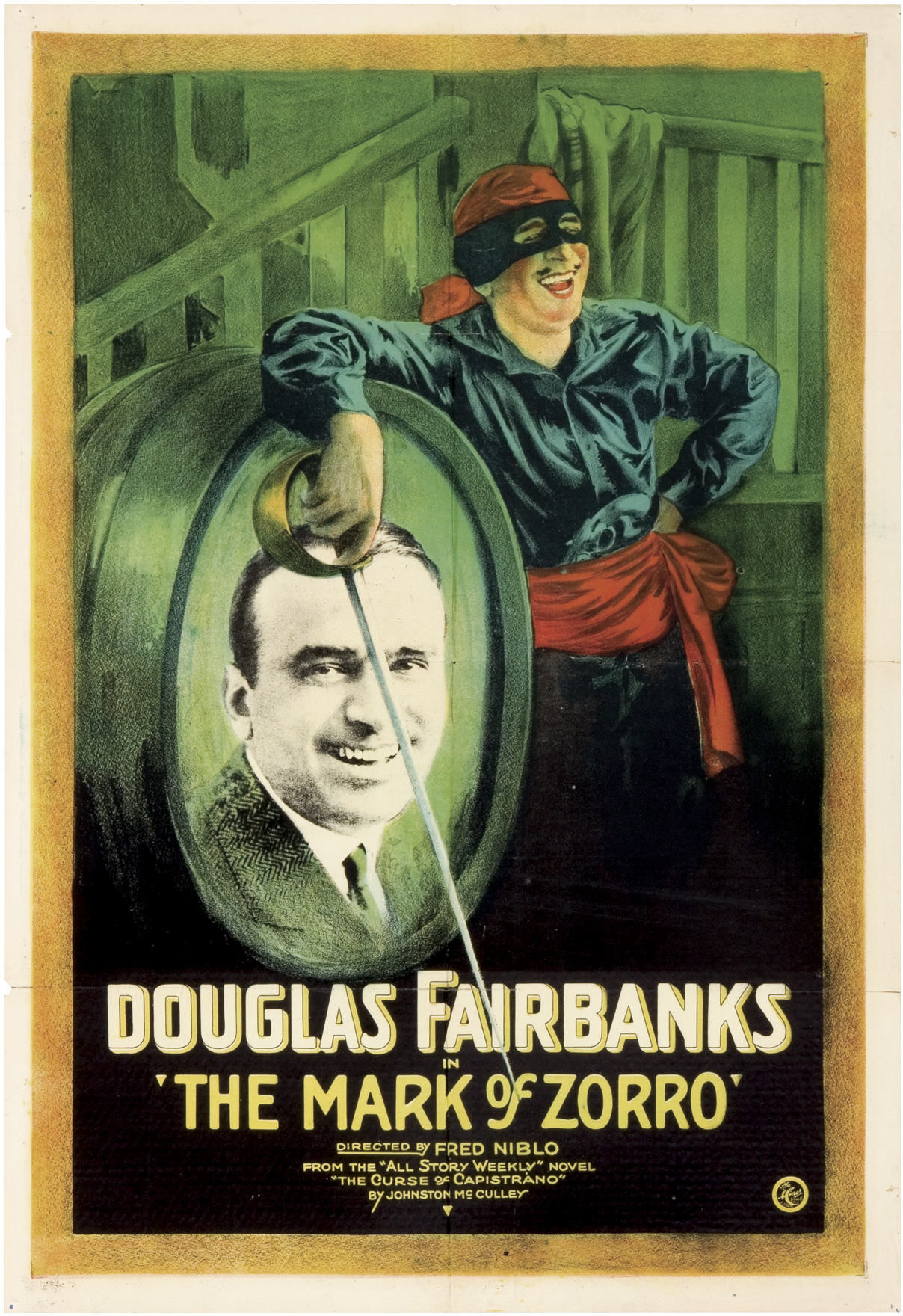
Filmplakat für Das Zeichen des Zorro, 1920

- Das Zeichen des Zorro (The Mark of Zorro, 1920, USA)
- Zorro reitet wieder (Zorro rides again, 1937, USA)
- Zorros Legion reitet wieder (Zorros fighting legion, 1939, USA)
- Im Zeichen des Zorro (1940, USA)
- Zorros schwarze Peitsche (The Black Whip, 1944, USA)
- Zorro und die drei Musketiere (1962, Spanien)
- Zorro, der schwarze Rächer (1962, Italien/Spanien)
- Zorro, der Mann mit den zwei Gesichtern (1963, Italien)
- Zorro, der Mann mit der Peitsche (1968, Italien)
- Zorro – Graf von Navarra (1969, Italien)
- Zorros Rache (1969, Spanien/Italien)
- Zorro (1975, Italien/Frankreich)
- Zorro mit der heißen Klinge (Zorro, the Gay Blade, 1981, USA)
- Zorro – Der schwarze Rächer (1990–1993, USA)
- Z wie Zorro (怪傑ゾロ, Kaiketsu Zorro) – Anime-Serie (1995, Japan)
- Die Maske des Zorro (The Mask of Zorro, 1998, USA)
- Die Legende des Zorro (The Legend of Zorro, 2005, USA)
- Zorro – Aufbruch einer Legende (Chroniques de Zorro, Zeichentrickserie und -film, 2015, Frankreich, Kanada)

sowie viele weitere Filme, die die Figur als Protagonisten für ihre Geschichte benutzen wie z. B. das Serial Zorro im Wilden Westen.

## Musical

### Z – The Musical of Zorro
1998 debütierte der Stoff in Musicalform unter dem Titel Z – The Masked Musical Of Zorro von Robert W. Cabell. Bei der Uraufführung wurde Zorro von Ruben Gomez gespielt, die Rolle der Carlotta hatte Deborah Gibson. Die deutsche Erstaufführung des Musicals fand 2013 bei den Clingenburg Festspielen in Klingenberg am Main statt. Das Stück wurde unter der Regie von Marcel Krohn aufgeführt, der auch die deutschsprachige Übersetzung schrieb.

### Zorro
2008 folgte eine weitere Adaption unter dem Titel Zorro, die zuerst in Eastbourne, anschließend im Londoner West End zu sehen war. Die Musik der Show stammt zum Teil von den Gipsy Kings. Von November 2009 bis Juni 2010 war diese Produktion in Paris in den Folies Bergère zu sehen. In Deutschland wurde das Musical erstmals im Juni 2015 auf der Bühne der Freilichtspiele Tecklenburg aufgeführt und u. a. 2025 bei den Thüringer Schlossfestspielen Sondershausen. In Österreich wurde das Stück im Jahr 2017 am Musicalsommer Winzendorf und im Sommer 2023 auf der Felsenbühne Staatz gespielt. Die Schweizer Erstaufführung des Musicals fand 2020 im Theater La Poste in Visp statt.

## Computerspiele
Es erschienen bislang vier Computerspiele mit dem Zorro-Thema:
- Zorro (1985) von Datasoft für verschiedene Homecomputer dieser Zeit
- Zorro (1995) von Capstone Software für PC
- Zorro: Der Schatten (2001) von Cryo Interactive Entertainment für PC und PlayStation 2
- The Destiny of Zorro (2008) für Wii

## Markenrecht
Unter dem US Copyright Act ist das Recht an McCulleys Story und der Figur des Zorro 1975 erloschen. Das Markenrecht an dem Namen und der Figur von Zorro ist daher umstritten.
Eine Firma unter dem Namen Zorro Productions, Inc. behauptet, die weltweiten Rechte am Namen, Erscheinungsbild und Charakter von Zorro zu besitzen. Die Firma versuchte, Lizenzgebühren von Benutzern des Namens oder Charakters der Romanfigur einzutreiben. Sie war in der Folge in mehrere Rechtsstreitigkeiten verwickelt, konnte jedoch ihre Forderungen bisher in keinem der Verfahren durchsetzen. Aufgrund einer Klage von Robert W. Cabell steht sie zurzeit wegen betrügerischer Markenregistrierung vor Gericht. Im Gegenzug erwähnt die Firma Cabell und sein Musical in ihrer „History of Zorro“ nicht.